# Саси у средњовековној Србији
Саси, познати и као Саксонци, доселили су се у средњовековну Србију средином 13. века, где су развијали рударство. 
Најраније помињање Саса у Србији датира из 1253-54. г, што их приказује као установљену заједницу. Досељени су у Србију из Угарске за време владавине Стефана Уроша I (1243–1276. г.). Под Стефаном Урошом I, Србија је постала значајна сила на Балкану, делом захваљујући и економском развоју рудника, које су отварали Саси, који су били искусни у вађењу руде. Њихова насеља, која су се налазила поред рудника, била су веома уређена. Живели су према властитим законима и било им је дозвољено да се придржавају католичанства и граде своје цркве.
Познати саски рудници су Брсково, Ново Брдо и други.

## Наслеђе
Села Шашаре и Сасе, Сребреница и Сашка река добила су име по Сасима. 